# Faca Glock

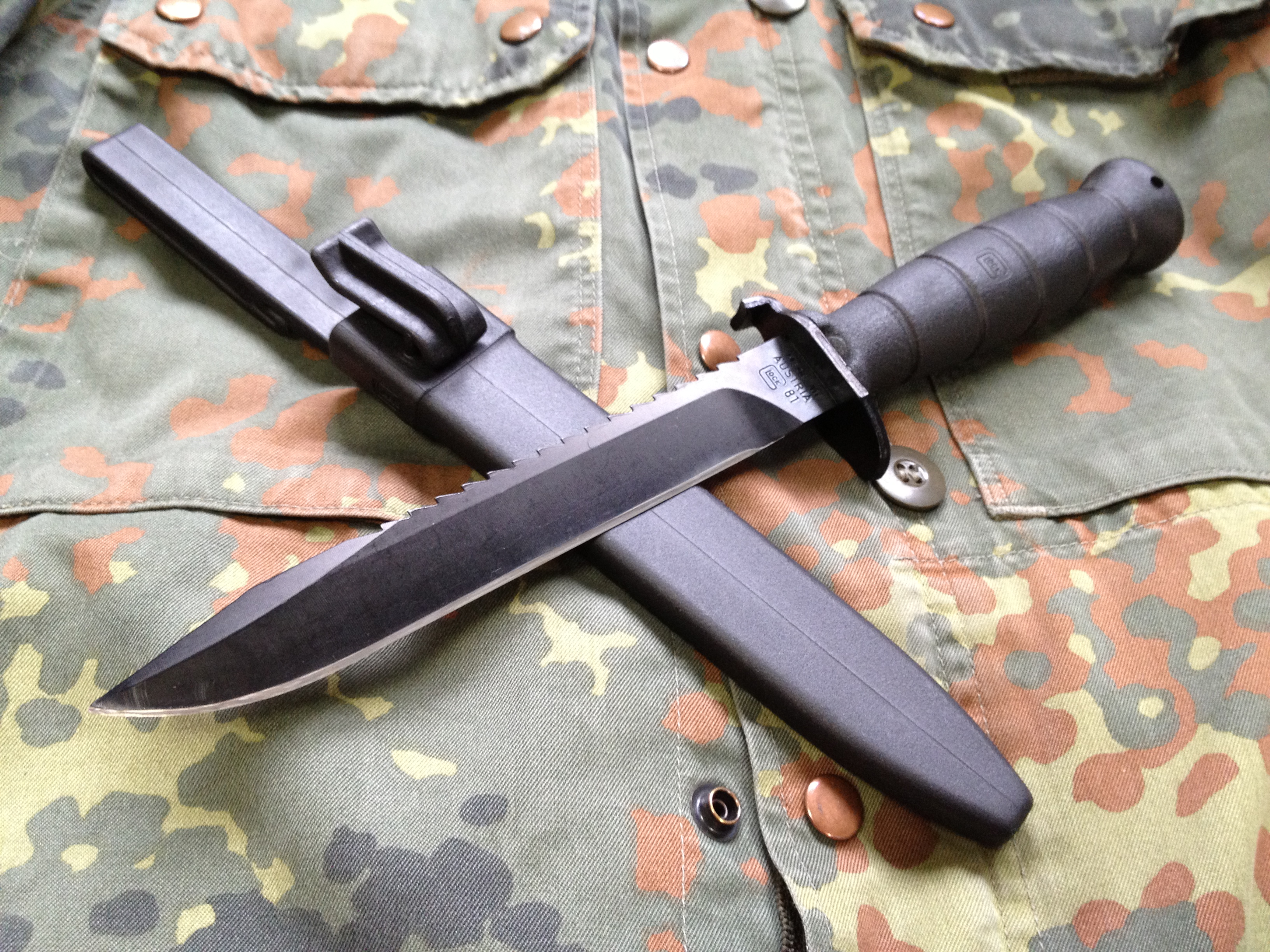
Faca de Sobrevivência 81 (Feldmesser 81) com dentes de serra na parte de trás da lâmina e sua bainha.

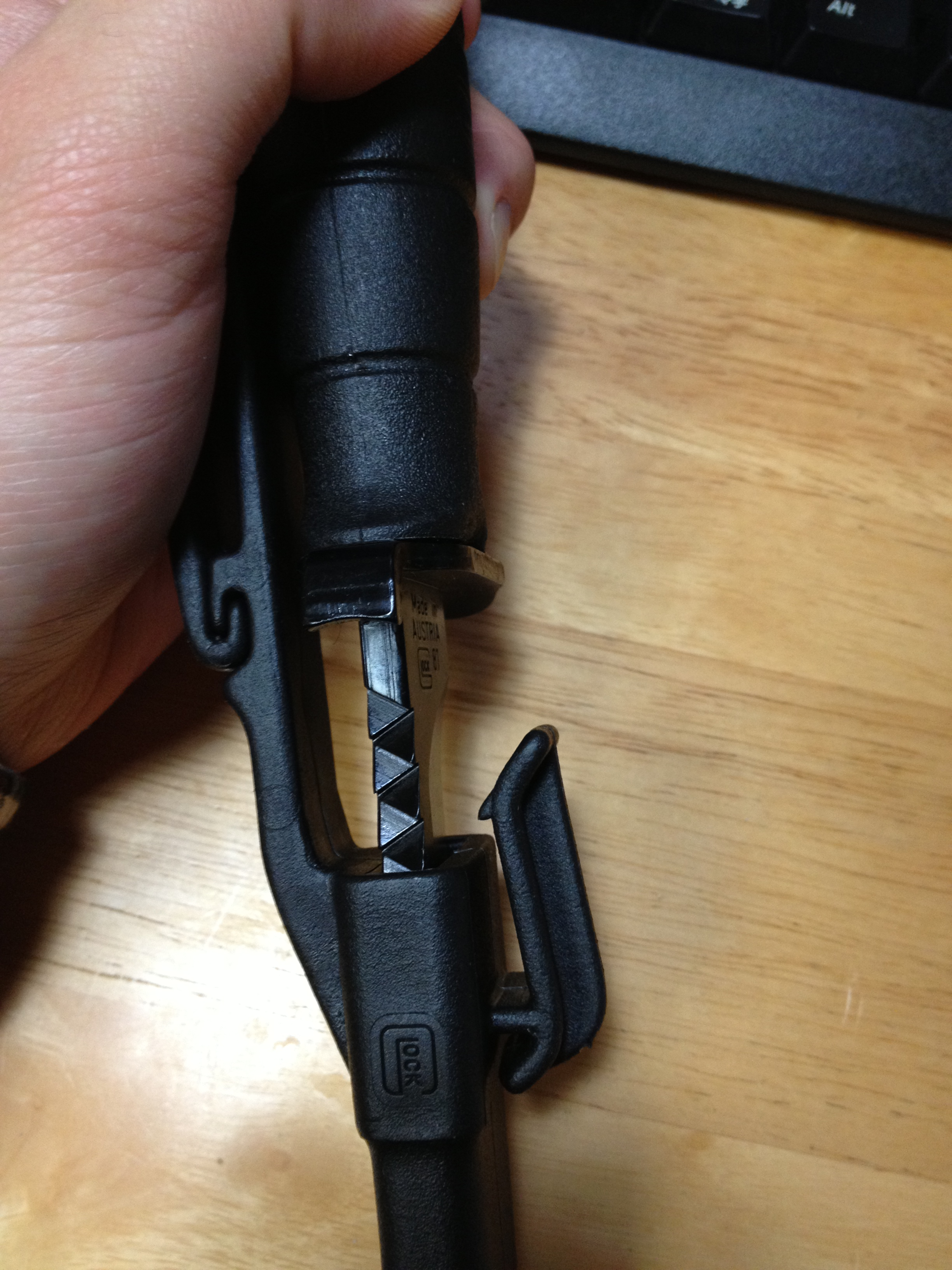
Vista aproximada de uma Faca de Sobrevivência 81 (Feldmesser 81) com dentes de serra na parte de trás da lâmina e seu clipe de trancamento da bainha.

A faca Glock é uma linha de produtos de facas militares de campanha projetada e produzida pela Glock Ges.mbH, localizada em Deutsch-Wagram, na Áustria. Também podem ser usadas como uma baioneta, engatando um soquete no pomo (coberto por uma tampa de plástico) em um adaptador de baioneta que pode ser instalado no fuzilSteyr AUG.

## Projeto
As facas foram desenvolvidas em estreita cooperação com as forças especiais <i>Jagdkommando</i> (lit. Comando de Caça) do Exército Austríaco e são adequadas para arremesso.
Ambas as facas possuem lâminas clip point feitas de aço carbono SAE 1095 com dureza de 55 HRC e são revestidas eletroforeticamente.
Os cabos e bainhas de ambas as facas são feitos de polímero Glock. O material da empunhadura tem uma dureza menor que o polímero usado nas pistolas Glock, evitando possíveis problemas devido à fragilidade, mas também é menos resistente a arranhões. O cabo das facas de campanha Glock estava originalmente disponível nas cores verde-oliva, preto, cinza e areia do deserto, e atualmente em verde-campo de batalha, preto, cinza e terra escura plana. A cruzeta superior é dobrada para a frente para permitir que a faca seja usada como baioneta no fuzil Steyr AUG. Pode ser usado como abridor de garrafas.
A bainha de polímero possui um clipe de retenção de faca, um clipe de cinto para prender a faca a um cinto de até 60mm de largura e uma abertura de drenagem na parte inferior.
As versões de primeira geração das facas tinham um logotipo circular da Glock na bainha, na lâmina e no cabo. Versões posteriores têm o logotipo atual da Glock nos mesmos locais, com "Made in Austria" (Feito na Áustria) gravado na lâmina acima do logotipo.

## Variantes
A Glock atualmente fabrica dois modelos de faca:
- A Faca de Campanha 78 (Feldmesser 78) é uma faca de campanha clássica, com uma lâmina de 165mm de comprimento e 5mm de espessura, comprimento total de 290mm e pesa 206g.
- A Faca de Sobrevivência 81 (Feldmesser 81) tem as mesmas dimensões gerais da Faca de Campanha 78 com a adição de dentes de serra na parte de trás da lâmina e pesa 202g.

Versões comemorativas
- A Faca de Campanha 78 do 40º Aniversário foi lançada para comemorar o 40º aniversário da Glock. Possui cabo e bainha verde-oliva e lâmina gravada a laser, veio em um estojo de pistola Glock prateado e foi lançada em 2018.[7] Foram produzidas 780 facas, cada uma delas numerada. Um certificado de autenticidade também foi incluído.[7]
- A Faca de Campanha 78 GSSF do 25º Aniversário foi lançada em 2016 para comemorar o 25º ano da Fundação de Tiro Esportivo Glock (em inglês:  Glock Sport Shooting Foundation, GSSF). A lâmina é gravada a laser com o logotipo da GSSF e uma referência ao 25º aniversário.

## Usuários

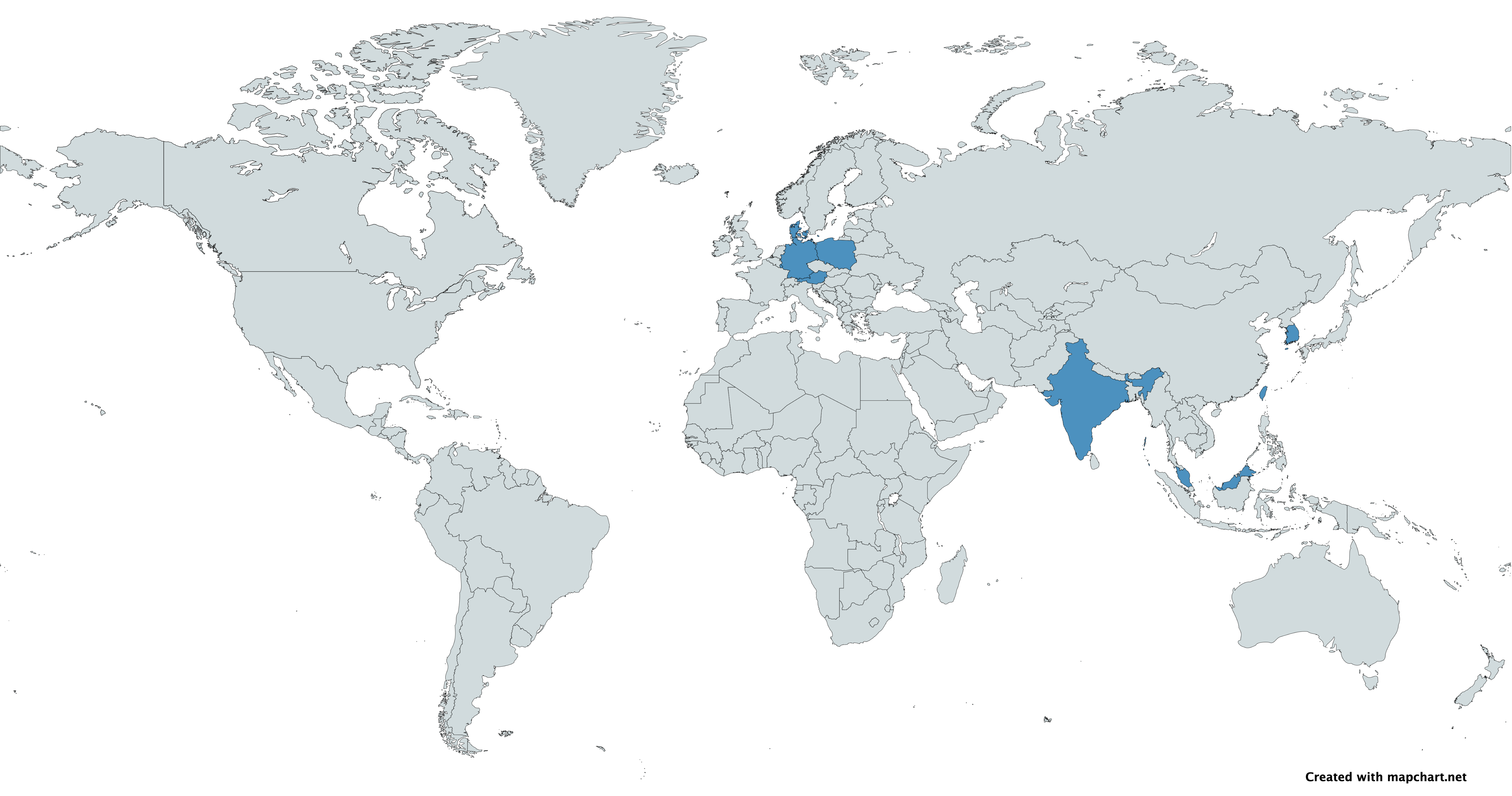
Um mapa com usuários das facas Glock em azul.

- Áustria: Forças Armadas da Áustria
  - Faca de Campanha 78 emitida com a designação de FM 78 ou FMsr 78[8]
- Dinamarca: Exército Real Dinamarquês
  - Faca de Campanha 78 emitida com a designação de Feltkniv M/96, NSN 1095-22-262-1779
- Alemanha: GSG9 of the Polícia Federal alemã
  - Faca de Campanha 78 emitida com a designação de FM 78
- Índia:
  - Forças especiais da Índia  
  - Guarda de Segurança Nacional (NSG) 
  - Grupo de Proteção Especial (SPG)
- Luxemburgo: Guardas do palácio
- Malásia: Pasukan Gerakan Khas da Polícia Real da Malásia
  - Faca de Campanha 81 emitida com a designação de FM 81
  - Insígnia do 69º Comando esculpida na bainha e em sua lâmina
- Polônia: Gendarmaria Militar (ŻW)
  - Faca de Campanha 78 e 81
- Taiwan: Forças Armadas de Taiwan (ZMG)
  - Faca de Campanha 78 e 81
- Coreia do Sul: 707º Batalhão de Missões Especiais
  - Faca de Campanha 78